# Sandy Bay (Wyspa Świętej Heleny)
Sandy Bay – miejscowość w brytyjskim terytorium zamorskim Wyspa Świętej Heleny, Wyspa Wniebowstąpienia i Tristan da Cunha, położona na Wyspie Świętej Heleny. Według danych z dnia 10 lutego 2008 roku liczyła 202 mieszkańców.